# Universidad del Papaloapan
La Universidad del Papaloapan «UNPA» es una institución pública de educación superior e investigación científica del Gobierno del Estado de Oaxaca con apoyo y reconocimiento del Gobierno Federal, pertenece al Sistema de Universidades Estatales de Oaxaca (SUNEO), cuenta con dos campus universitarios: Loma Bonita y Tuxtepec. Sus funciones principales son: la enseñanza, la investigación, la difusión de la cultura y la promoción del desarrollo. 
La rectora es la Mtra. María de los Ángeles Peralta Arias.

## Lema
El lema Terra Uberríma, Mens Aperta (escrito en Latín), Bøu Lo-tama, chí jí jú (en Chinanteco) se encuentra dentro del escudo de la universidad y significa «Tierra fertilísima, mente abierta»

## Órganos de gobierno
- Rector, que es la máxima autoridad universitaria, y es nombrado o removido por el Gobernador del Estado.
- Vicerrector Académico y Vicerrector Administrativo, nombrados por el rector.
- Vicerrector de Relaciones y Recursos, también nombrados por el rector. Solo se han nombrado en los casos de las Universidades Tecnológica de la Mixteca y del Mar, que están respectivamente al frente de las oficinas del SUNEO en la Ciudad de México y en Oaxaca.
- Jefes de Carrera y Directores de Institutos de Investigación, así como los Jefes de las Divisiones de Postgrado. Son nombrados por el rector.[1]

## Oferta educativa
La UNPA oferta doce carreras a nivel licenciatura además de cinco posgrados. 
Licenciaturas
- Ciencias Empresariales —Campus Tuxtepec
- Ciencias Químicas —Campus Tuxtepec
- Enfermería —Campus Tuxtepec
- Licenciatura en Medicina - Campus Tuxtepec
- Químico Farmacobiólogo - Campus Tuxtepec (a partir de octubre de 2025)
- Ingeniería Agrícola Tropical —Campus Loma Bonita
- Ingeniería en Acuicultura —Campus Loma Bonita
- Ingeniería en Alimentos —Campus Tuxtepec
- Ingeniería en Biotecnología —Campus Tuxtepec
- Ingeniería en Computación —Campus Loma Bonita
- Ingeniería en Diseño —Campus Loma Bonita
- Ingeniería en Mecatrónica —Campus Loma Bonita
- Matemáticas Aplicadas —Campus Loma Bonita
- Zootecnia —Campus Loma Bonita

Maestrías
- Biotecnología —Campus Tuxtepec

- Ciencias Químicas —Campus Tuxtepec
- Optimización y Control de Sistemas —Campus Loma Bonita
- Producción y procesamiento pecuario —Campus Loma Bonita
- Producción y procesamiento agrícola —Campus Loma Bonita

Doctorados
- Biotecnología —Campus Tuxtepec
- Ciencias Químicas —Campus Tuxtepec

## Infraestructura
La UNPA cuenta con veinte laboratorios y tres talleres.
Laboratorios
- Acuicultura —Campus Loma Bonita
- Biología Molecular —Campus Tuxtepec
- Bioprocesos —Campus Tuxtepec
- Bioquímica y Mejoramiento de Especies Acuícolas —Campus Loma Bonita
- Biotecnología Animal —Campus Tuxtepec
- Biotecnología Vegetal —Campus Tuxtepec
- Espectrometría de Masas —Campus Tuxtepec
- Hospital Robotizado —Campus Tuxtepec
- Materiales —Campus Loma Bonita
- Mecatrónica —Campus Loma Bonita
- Multimedia —Campus Loma Bonita
- Nanomateriales y Fisicoquímica de Superficies —Campus Tuxtepec
- Química Inorgánica —Campus Tuxtepec
- Química Instrumental —Campus Tuxtepec
- Química Orgánica —Campus Tuxtepec
- Química Teórica —Campus Tuxtepec
- Química —Campus Tuxtepec
- Reproducción —Campus Loma Bonita
- Resonancia Magnética Nuclear —Campus Tuxtepec
- Software —Campus Loma Bonita

Talleres
- Alimentos —Campus Tuxtepec
- Diseño —Campus Loma Bonita
- Máquinas  y Herramientas. CNC. (Control numérica computarizado) —Campus Loma Bonita

## Investigación
La UNPA cuenta con tres Institutos de Investigación.
Institutos
- Agroingeniería —Campus Loma Bonita
- Biotecnología —Campus Tuxtepec
- Química Aplicada —Campus Tuxtepec

Publicaciones
- Investigación sobre educación. López Azamar, Bertha y J. Damián Simón. I 2005-2011. 2018.
- Ventura de los sentidos. González Soriano, Fabricio et al. (Comp.) 2018. 35pp.
- Ríos que no duermen. González Soriano, Fabricio et al. (coord.). 2018. 36pp.
- Educando en la transversalidad para un conocimiento multidisciplinario. Bertha López Azamar et al. (coord.). 2017. 206pp.
- Los estudiantes de educación media superior y las TIC. Situación de los estudiantes oaxaqueños de 21 instituciones. López Azamar, Bertha et al. (coord.). 2017.
- Manual para la producción de supermachos de tilapia del Nilo (Oreochromis niloticus). Alcántar Vázquez, J. P. et al. (coord.). 2014. 81pp.

## Difusión de la Cultura
Entre las funciones de la UNPA está la difusión cultural, que comprende un amplio abanico de posibilidades y se orienta tanto a la comunidad universitaria como a la población en general. Se enfoca a la presentación de productos culturales de alta calidad, y la realización de actividades que den respuesta a iniciativas e inquietudes de los estudiantes, muchas veces con fines esencialmente recreativos. Podemos mencionar:
- Semana de las Culturas del Papaloapan
- Cine Club UNPA
- Taller de danza
- Exposiciones
- Eventos recreativos
- Cursos y conferencias

## Promoción del desarrollo
Consiste en el apoyo que se proporciona a comunidades rurales, organizaciones de productores y productores privados, mediante asesorías técnicas, cursos de capacitación y elaboración de proyectos productivos y de investigación, en los que participan profesores-investigadores y técnicos de la Universidad del Papaloapan. A través de estas acciones se desea fortalecer los núcleos productivos con innovaciones tecnológicas que permitan el adecuado desarrollo de sus actividades primarias mediante el aprovechamiento sustentable de los recursos naturales de las regiones, a fin de fomentar un uso y manejo racional de los mismos. El propósito es coadyuvar en el desarrollo socioeconómico del sector productivo primario de las regiones, contribuir en forma significativa a la transformación de la sociedad y propiciar mejores condiciones de bienestar.